# 潘建偉
潘 建偉（パン・ケンイ、ピンイン：Pan Jian-wei、1970年3月11日 - ）は中国の量子物理学者。中国科学技術大学の物理学教授と副学長。

## 経歴
浙江省金華市で生まれた。中国科学技術大学に入学し、1992年に卒業。オーストリアのインスブルック大学大学院に学び、1999年にウィーン大学大学院でアントン・ツァイリンガーのもとで、博士号を取得した。
中国科学技術大学の物理学教授と副学長を務めている。

## 研究内容・業績
2015年、二重量子もつれに関する研究は、『Physics World』の「年間トップ躍進」に選ばれた。
2016年8月に世界初の量子衛星の墨子号を打ち上げることを主導した。
2017年6月、潘のチームは量子衛星の墨子号を使い、衛星から地上までの総和が1600kmから2400km、量子もつれの分布が1200kmを超えることを実現した。
2018年、『タイム』誌の「2018年最も影響力のある100人」に選ばれた。同年ニューカム・クリーブランド賞、ウィリス・ラム賞受賞。
2020年、「九章」という名前の量子コンピューターの開発成功を発表。2021年、量子コンピューターを開発するチームを率いた。そのうちの一つは「祖沖之2.1」と名付けられ、最も近い競争相手であるグーグルのSycamoreよりも100万倍速いと主張された。「九章2号」も発表。
2023年、新記録である255個の光子で量子ビットを表示する「九章3号」を発表。